# Église Saint-Pierre de Mazères-de-Neste
L'église Saint-Pierre de Mazères-de-Neste est une église catholique située à Mazères-de-Neste, dans le département français des Hautes-Pyrénées en France.

## Description
Les vitraux ont été fabriqués par l'atelier de Louis-Victor Gesta à Toulouse.

### Extérieur
À l'extérieur de l'église se trouve une stèle indiquant que la famille Dassieu y git, sont inscrites les informations suivantes : " Ici gisent Dassieu Jean Joseph géomètre décédé le 9 mars 1848 à l'âge de 73 ans et Marie-Anne Caperan son épouse décédée en 1856 à l'âge de 70 ans. Ses fils, Dassieu Jean-Baptiste décédé en 1829 à l'âge de 16 ans, Guilhaume décédé en 1839 à l'âge de 29 ans, Ambroise avocat à Saint-Gaudens décédé en 1859 à l'âge de 44 ans et Rosa sa fille décédée en 1861 à l'âge de 14 ans. Et Nathalie et leurs frères et beaux-frères, Bertrand et Jean Dassieu.

### Intérieur
Sont classés au titre objet des monuments historiques :
- Une pyxide des malades-chrismatoire en bronze doré datant du XIIe ou XIIIe siècle[1].

Le pyxide a été trouvé par l'abbé E. Bernat dans un mur de l'église lors d'une restauration.

#### Lanef

##### Lechemin de Croix
Les tableaux du chemin de croix sont réalisés en céramique et en ciment.

#### Lechœur

##### Le retable monumental
Le retable monumental représente la crucifixion de Jésus avec saint Jean l'évangéliste et la Vierge Marie.
Au sommet du retable est représentée la gloire du ciel avec des anges.
Une ouverture vitrée (?) est visible au sommet de l'abside.

##### Le maître autel et tabernacle
Le maître autel est en bois sculpté avec des décors dorés et peints à l'imitation du marbre. Dessus sont représentés des anges.
La tabernacle à ailes est en bois sculpté et doré.
Sur la partie supérieure du tabernacle est représentée la scène de l'Annonciation en deux parties :
- À gauche, l'archange Gabriel annonce sa maternité divine. Deux anges sont à ses côtés, avec au-dessus un portrait d'un évêque, saint Bertrand ?
- À droite, Marie est en position de prière en lisant des psaumes, et se retourne avec surprise vers l'archange Gabriel. Deux anges sont à ses côtés, avec au-dessus un portrait de saint Pierre ?
- Au centre est placée la Vierge à l'Enfant avec de chaque côté un ange tenant un chophar.
- Au sommet du tabernacle est placé un crucifix.

Sur la partie inférieure du tabernacle sont représentées des scènes de la vie de saint Pierre :
- À gauche, est représenté saint Pierre en habit de pécheur devant sa maison ?
- À droite, est représentée La Délivrance de saint Pierre

Quatre statuettes sont placées :
- À gauche : saint Pierre et un saint prêtre ?
- À droite : saint Paul et saint Bertrand ?

Au centre : sur la porte du réceptacle sont représentés un ange et une hostie rayonnante avec de chaque côté des anges. Au-dessus est représenté Dieu le Père.

##### Lachaire
Sur la chaire sont représentés les quatre Évangélistes et le Christ pantocrator

## Galerie

Sélection de vues diverses
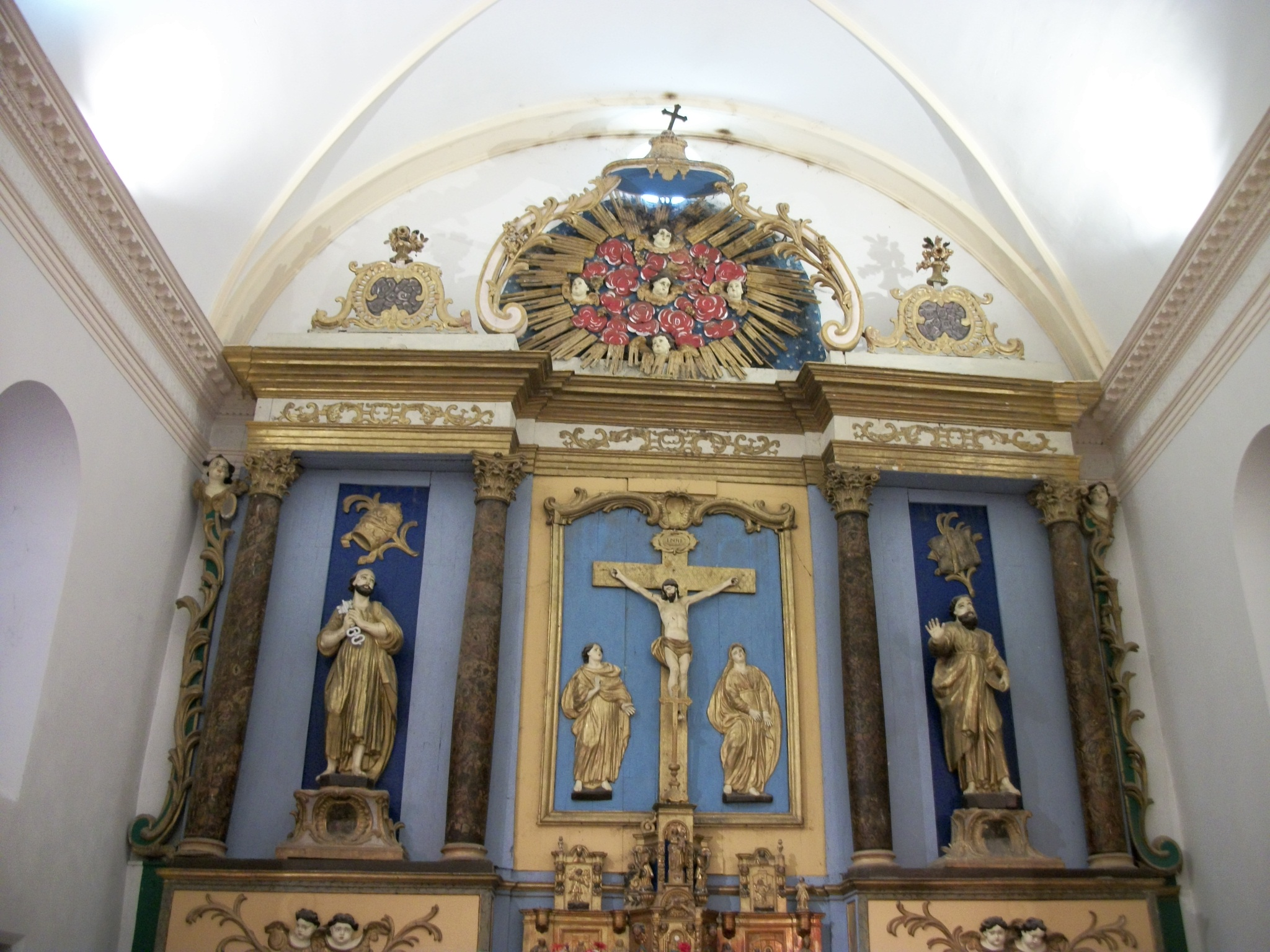
Retable monumental de la crucifixion de Jésus
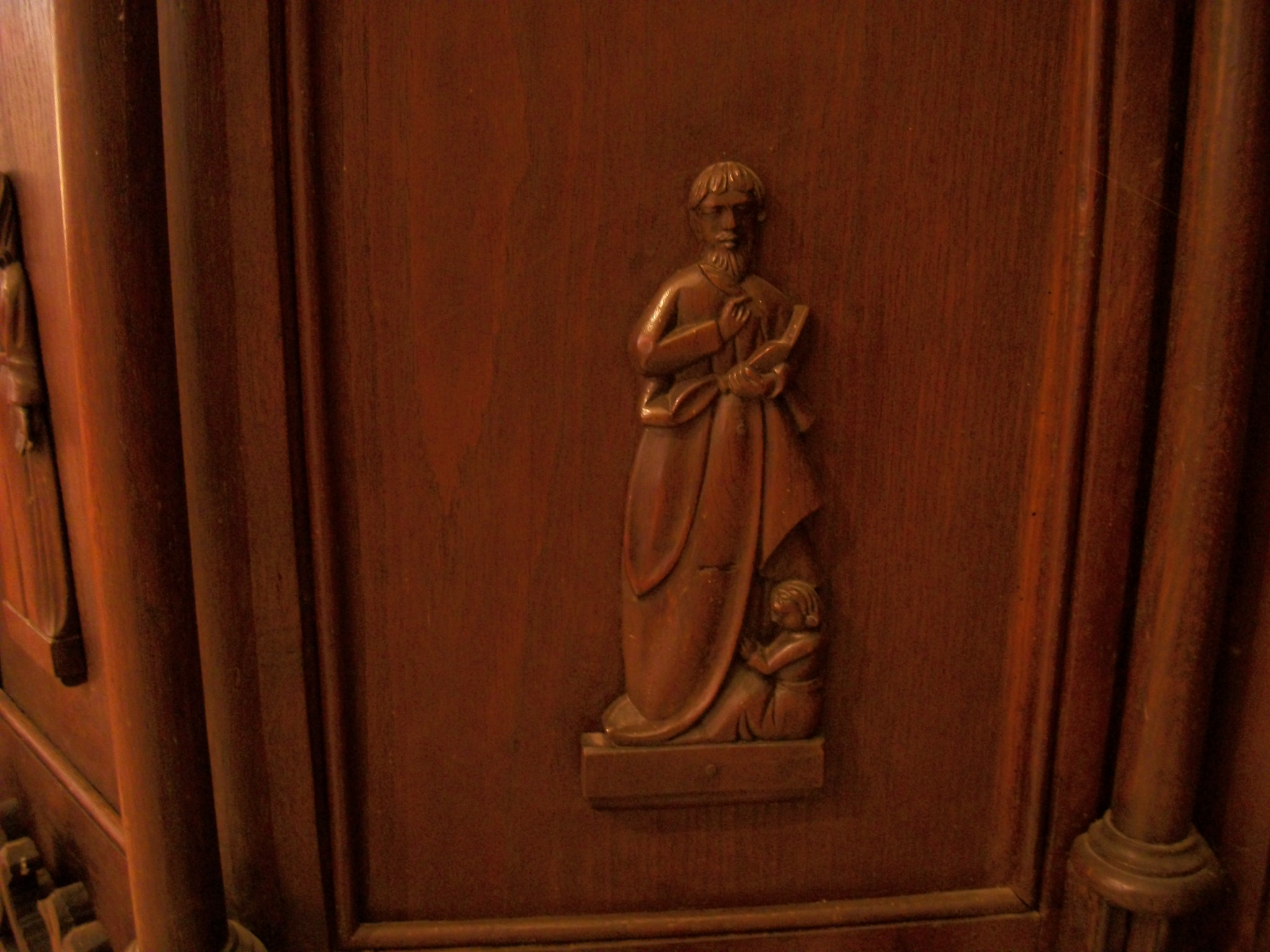
Saint Matthieu
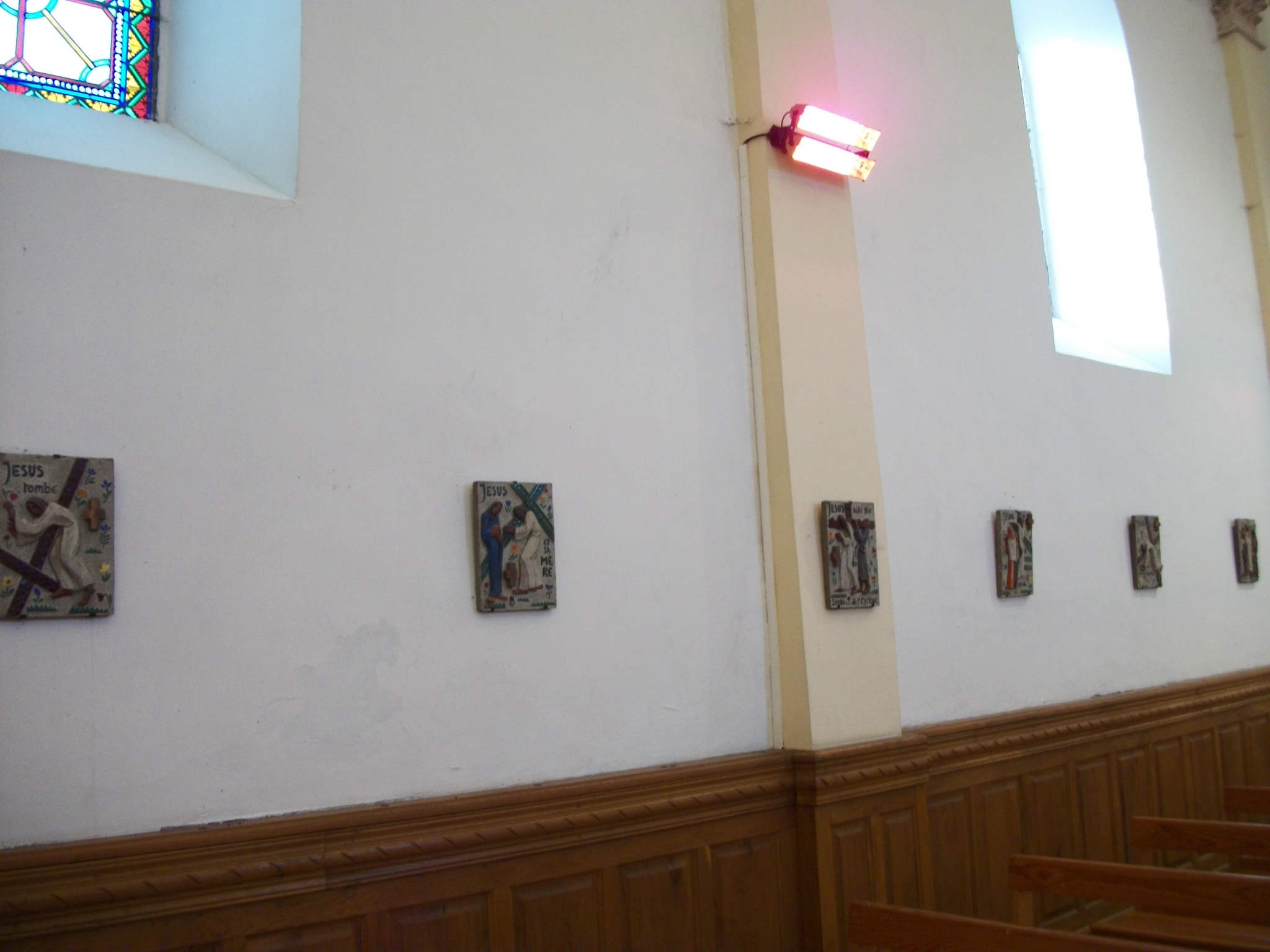
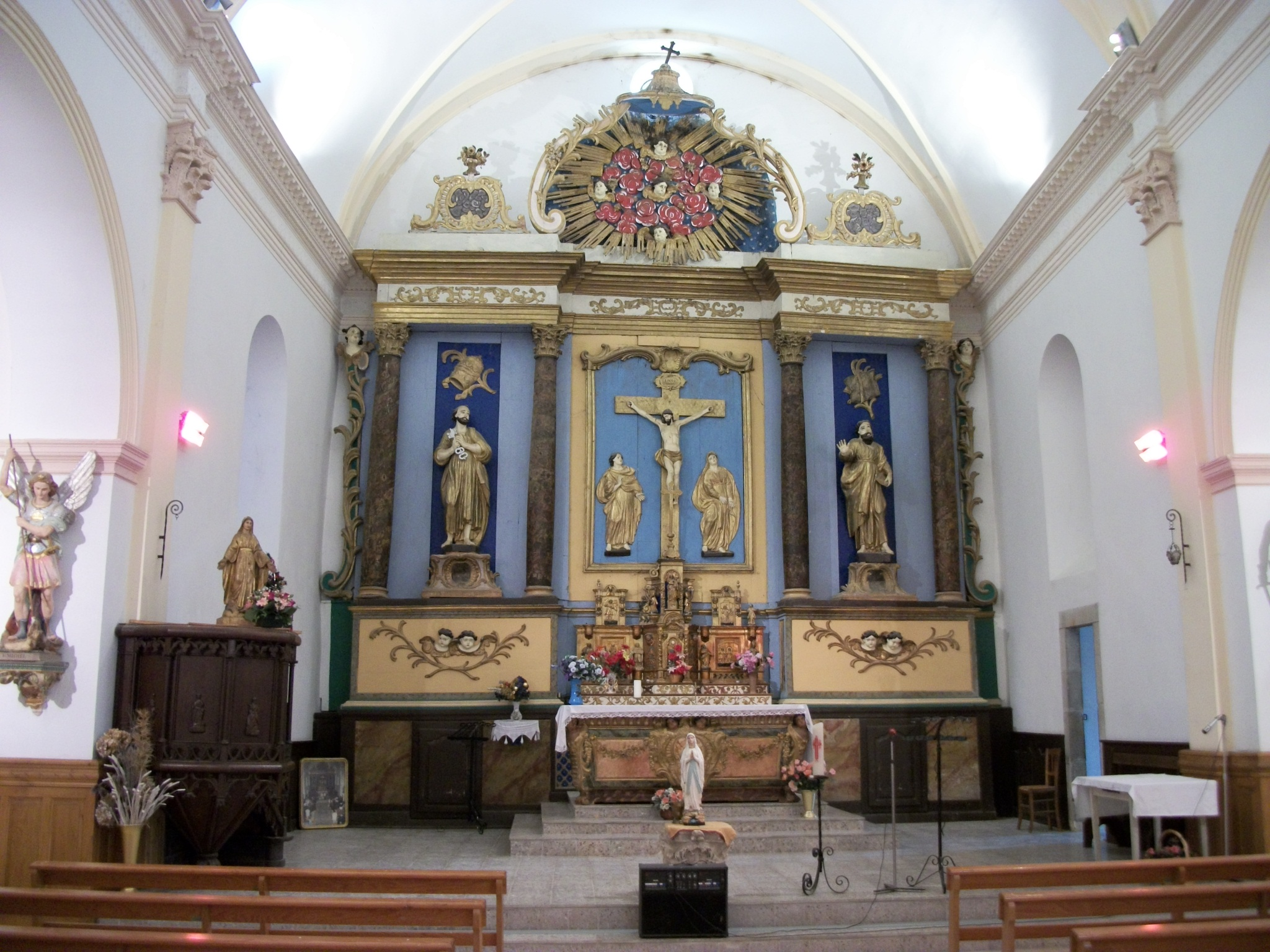
Le chœur
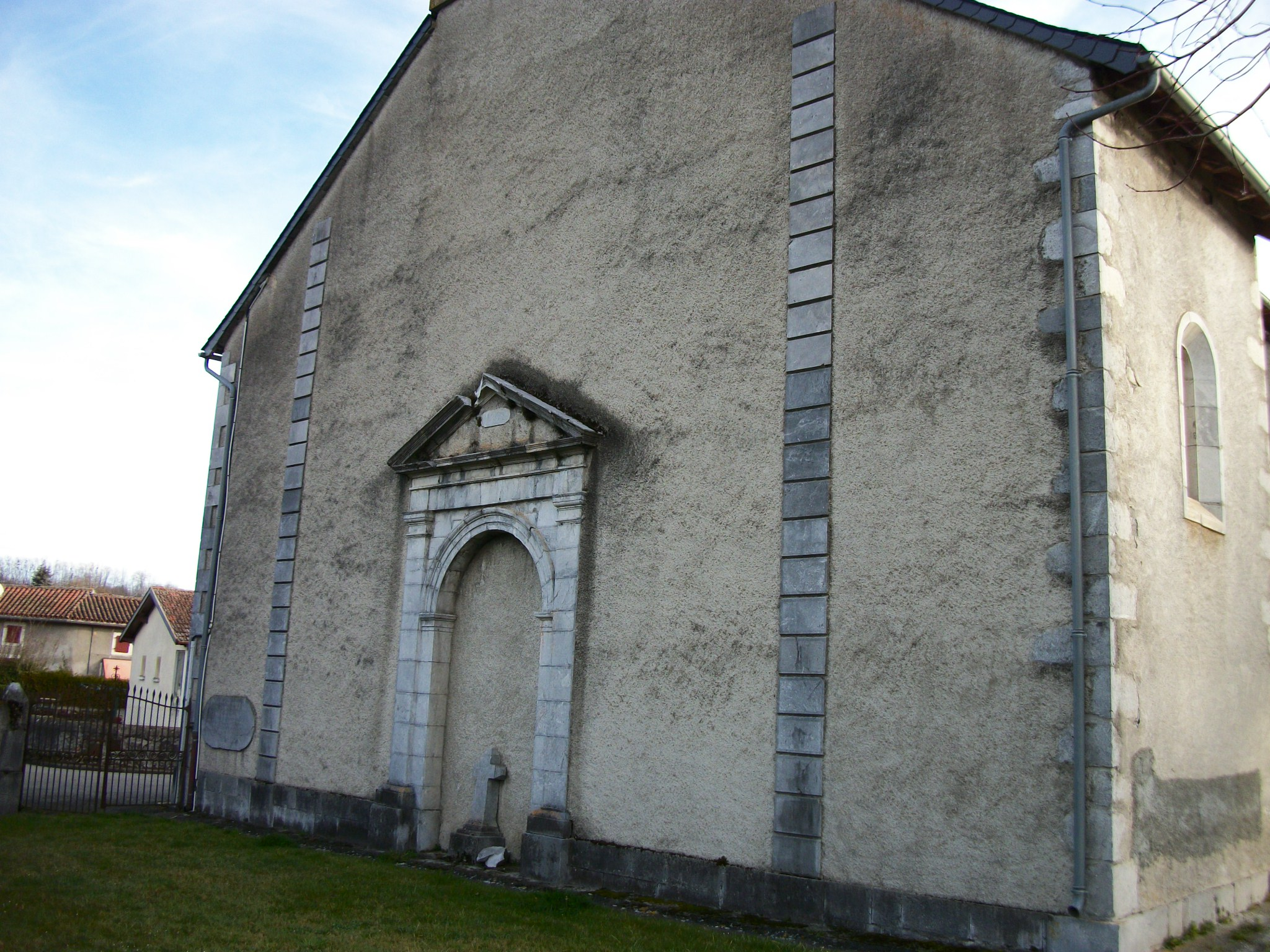
L'ancienne entrée de l'église avec une stèle d'une tombe

## Extraits audio d'une messe
Extraits de la messe de l'ensemble paroissial de La Neste à l'église Saint-Pierre de Mazères-de-Neste le 16 août 2020.